# Necramium gigantophyllum
Necramium gigantophyllum är en tvåhjärtbladig växtart som beskrevs av Nathaniel Lord Britton. Necramium gigantophyllum ingår i släktet Necramium och familjen Melastomataceae. Inga underarter finns listade i Catalogue of Life.